# Christo Markov
Christo Gantjev Markov (bulgariska: Христо Ганчев Марков), född  27 januari 1965 i Dimitrovgrad i Bulgarien, är en bulgarisk före detta friidrottare (trestegshoppare). 
Markov är en av få hoppare genom alla tider som hoppat över 17,90. Hans personliga rekord är 17,92 från VM i Rom 1987. Markovs storhetstid var under mitten av 1980-talet då han vann ett guld i alla mästerskap som finns (OS, VM och EM, både utomhus och inomhus). Mot slutet av sin karriär började Markov hoppa stavhopp och klarade som bäst 5,40 1994. Markovs personliga rekord i längdhopp är 8,23.